# Vládní obvod Freiburg
Vládní obvod Freiburg (německy Regierungsbezirk Freiburg) je jeden ze čtyř vládních obvodů spolkové země Bádensko-Württembersko v Německu. Nachází se zde jeden městský okres a devět zemských okresů. Hlavním městem je Freiburg im Breisgau. V roce 2020 zde žilo 2 276 924 obyvatel.

## Městský okres
- Freiburg im Breisgau

## Zemské okresy
1. Breisgau-Vysoký Schwarzwald (Breisgau-Hochschwarzwald)
2. Emmendingen
3. Kostnice (Konstanz)
4. Lörrach
5. Ortenau (Ortenaukreis)
6. Rottweil
7. Schwarzwald-Baar (Schwarzwald-Baar-Kreis)
8. Tuttlingen
9. Waldshut